# 伦敦天文馆

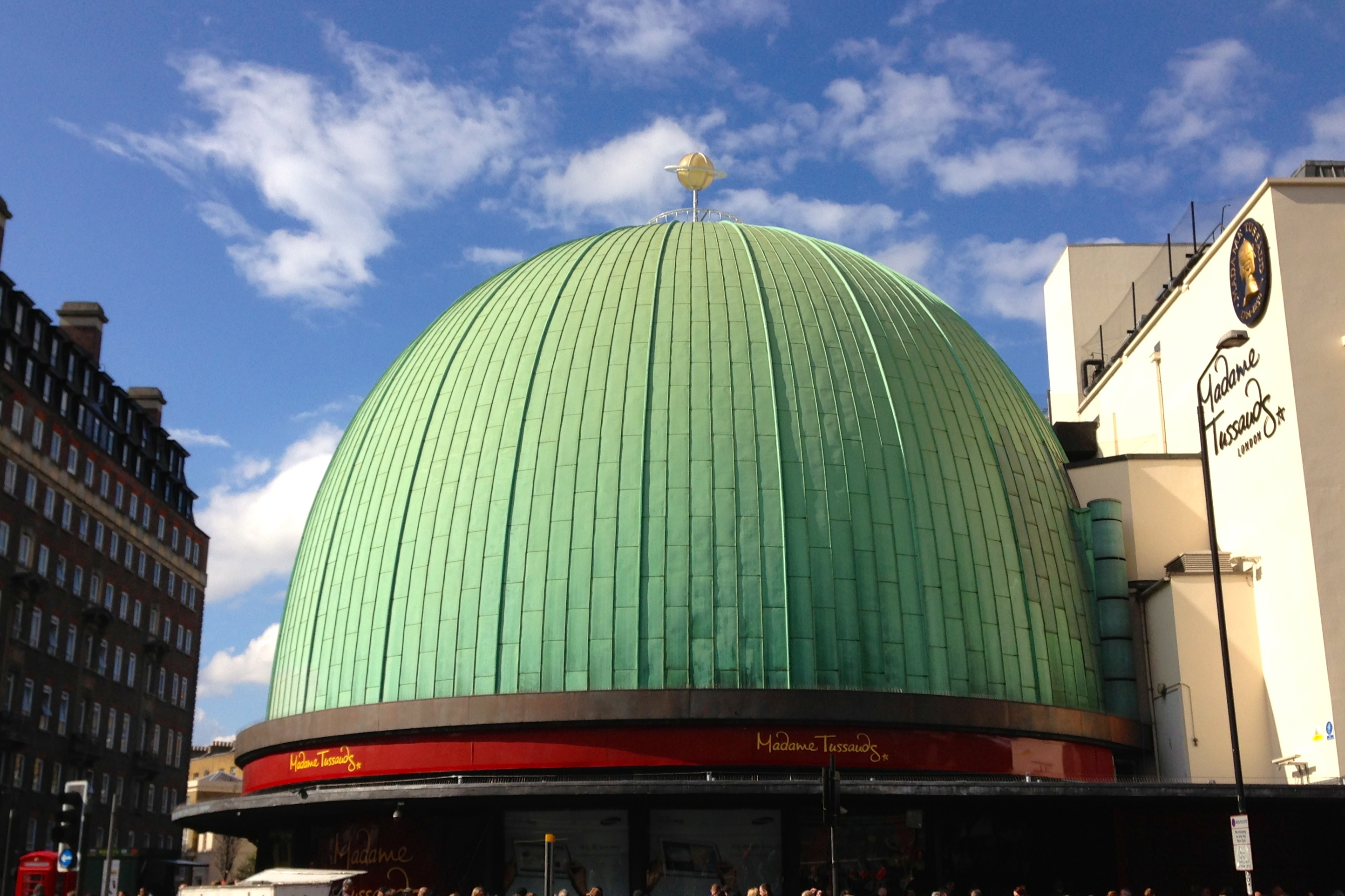
原伦敦天文馆

伦敦天文馆（London Planetarium）位于伦敦玛丽波恩路（Marylebone Road），毗邻杜莎夫人蜡像馆，并为其所有。它以前有设有天文馆，提供与太空和天文学有关的内容。2006年天文馆关闭，成为杜莎夫人蜡像馆的一部分。自2010年以来，该建筑是漫威超级英雄4D景点的所在地。